# Hedvig Erzsébet Sarolta holstein–gottorpi hercegnő
Holstein–Gottorpi Hedvig Erzsébet Sarolta (svédül: Hedvig Elisabet Charlotta av Holstein-Gottorp; Eutin, Holstein–Gottorpi Hercegség, 1759. március 22. – Stockholm, Svéd Királyság, 1818. június 20.), az Oldenburg-házból származó schleswig–holstein–gottorpi hercegnő, I. Frigyes Ágost oldenburgi herceg és Ulrika Friderika Vilhelmina hessen-kasseli hercegnő leánya, aki Károly, Södermanland hercegével (később svéd király) kötött házassága révén Svédország királynéja 1809-től, majd Norvégia királynéja 1814-től 1818-ban bekövetkezett haláláig. Gyermekei nem érték meg a felnőttkort.

## Származása
Hedvig Erzsébet Sarolta hercegnő 1759. március 22-én született a Schleswig–Holstein–Gottorpi Hercegségben található Eutinban, az Oldenburg-ház egyik oldalágának tagjaként. Apja I. Frigyes Ágost oldenburgi herceg, aki Keresztély Ágost eutini herceg és Baden–Durlachi Albertina Friderika hercegnő második fiúgyermeke volt. Apai nagyapai dédszülei Keresztély Ágost holstein–gottorpi herceg és Dániai Friderika Amália (III. Frigyes dán király leánya), míg apai nagyanyai dédszülei VII. Frigyes baden–durlachi őrgróf és Holstein–Gottorpi Aguszta Mária hercegnő (III. Frigyes holstein–gottorpi herceg leánya) voltak.
Édesanyja a Hesseni-házból származó Ulrika Friderika Vilhelmina hessen-kasseli hercegnő, Miksa hessen–kasseli herceg és Hessen–Darmstadti Friderika Sarolta legidősebb leánygyermeke volt. Anyai nagyapai dédszülei I. Károly hessen–kasseli tartománygróf és Kurlandi Mária Amália (Jakob Kettler, Kurland hercegének leánya), míg anyai nagyanyai dédszülei Ernő Lajos hessen–darmstadti tartománygróf és Brandenburg–Ansbachi Dorottya Sarolta (II. Albert brandenburg–ansbachi őrgróf leánya) voltak.
A hercegnő volt szülei három gyermeke közül legfiatalabb, egyben a második leánygyermek. Legidősebb testvére Vilmos oldenburgi herceg, aki mentális betegsége miatt sosem uralkodott ténylegesen, helyette unokatestvérük, a későbbi I. Péter nagyherceg kormányzott. Idősebb leánytestvére Lujza Karolina volt, aki sosem házasodott meg.

## Házassága és gyermekei
Hedvig Erzsébet Sarolta hercegnő férje szintén az Oldenburg-ház egyik oldalágából származott, Károly, Södermanland hercege (a későbbi király), egyben első-unokatestvére lett. Károly volt Adolf Frigyes svéd király (a hercegnő apai nagybátyjának) és Poroszországi Lujza Ulrika királyné (I. Frigyes Vilmos porosz király leányának) gyermeke. Házasságukra 1774. július 7-én került sor Eutinban. Kapcsolatukból összesen két gyermek született, ám mindketten csecsemőkorban elhunytak. Gyermekeik:
- Lujza Hedvig királyi hercegnő (1797. július 2.), a születésekor meghalt
- Károly Adolf királyi herceg (1798. július 4. – 1798. július 10.), hatnapos korában hunyt el